# 未完成 (関ジャニ∞の曲)
『未完成』（みかんせい）は、関ジャニ∞の楽曲。2023年5月10日にINFINITY RECORDSから48枚目のシングルとして発売された。

## 概要
- 前作『喝采』から約10か月振りのリリース。
- CDは初回限定「春」盤（Blu-ray/DVD）、初回限定「キャンジャニ∞」盤（Blu-ray/DVD）、通常盤の5形態で発売[注 4]。
- 表題曲「未完成」は、疾走感あふれる青春パンクソングとなっており、「未完成な僕らも必ず誰かのヒーローだ」というメッセージが込められている[16][17][18][19]。
  - 2作連続、通算16曲目のシングルでのバンド曲である[23][24]。
  - 同曲は、南無阿部陀仏からの楽曲提供である[25][23][24]。
  - 同曲は、メンバーの横山裕が主演するテレビ朝日系オシドラサタデー『帰ってきたぞよ!コタローは1人暮らし』の主題歌である[16][17][18][21][22]。
  - 同ドラマの前シリーズ『コタローは1人暮らし』の主題歌「ひとりにしないよ」[26]に続き、2作連続での主題歌起用となる[27][28][29]。
  - 同曲は、同ドラマのために書き下ろされた楽曲であり[16][17][18]、同ドラマの情報解禁時にはまだ同曲の制作途中だったが、横山は「『コタローは1人暮らし』の世界観に合う楽曲を今スタッフと模索しながら作っています」とコメントしていた[27][28][29]。
  - 横山は、同曲が「青春パンクロック」ということでドラマの雰囲気と合うのか不安だったというが、ドラマのプロデューサー達から「凄い合ってます」と褒められたという[30]。
- カップリング「ないわぁ〜フォーリンラブ」は、約8年振りとなる「キャンジャニ∞」名義の楽曲である[31][32][33][34]。
  - 同曲は、坂道シリーズなどの女性アイドルグループを多く手掛ける秋元康が作詞を担当し、振付は関ジャニ∞の冠番組であるテレビ朝日系『関ジャム 完全燃SHOW』で共演経験があり、同じく坂道シリーズなどの振付を手掛けるTAKAHIROが振付を担当している[31][32][33][34]。
- 通常盤のカップリング「乾杯!!節」は、関ジャニ∞らしい陽気な乾杯ソングとなっており、曲中で登場する乾杯の発声はメンバーの丸山隆平が担当した[35][36]。
- 初回限定「春」盤のカップリング「ハライッパイ」は、打首獄門同好会のボーカルの大澤敦史からの楽曲提供である[16][19][20][37][22]。
  - 打首獄門同好会が他アーティストに楽曲提供するのは今回が初めてである[19][20][37][22]。
- 初回限定「キャンジャニ∞」盤のカップリング「じゃあね」は、上述のカップリング「ないわぁ〜フォーリンラブ」の作詞を担当した秋元康が手掛けていた、おニャン子クラブの代表曲のキャンジャニ∞によるカバーである[35][36]。
  - 関ジャニ∞のCD作品に邦楽アーティストのカバーが収録されるのは、1stミニアルバム『感謝=∞』の「冬のリヴィエラ」以来、約19年振りであり、シングルとしては初である。
- 各初回限定盤には特典音源としてトークセッションを収録。
  - 初回限定「春」盤には、メンバーによる肩の抜けたトークと共に、楽曲を紹介する冠ラジオ番組『関ジャニ∞の「春夏冬中（あきない）ラジオ」』を収録[16][19][20][21][22]。
  - 初回限定「キャンジャニ∞」盤には、キャンジャニ∞のデビュー曲「CANDY MY LOVE」が収録された『前向きスクリーム!』以来、約8年振りとなるキャンジャニ∞の冠ラジオ番組『キャンジャニ∞の「キャンディーアフタヌーン」』を収録[16][19][20][21][22]。
  - 両番組共に、横山・村上・丸山が出演していたラジオ番組『レコメン!』も手掛けていた構成作家の永田篤が構成を担当している[38]。
- 各初回限定盤には特典映像を収録した特典Blu-ray/DVDを付属。
  - 初回限定「春」盤には、表題曲「未完成」のミュージック・ビデオとメイキング映像と同MVのメンバー5人それぞれのソロアングル、更に、関ジャニ∞の仕事現場や"OFF事"を追った特別映像「関ジャニ∞のお昼ご飯」を収録[16][19][20][21][22]。
  - 初回限定「キャンジャニ∞」盤には、カップリング「ないわぁ〜フォーリンラブ」のミュージック・ビデオとメイキング映像、更に、同MVのメンバー5人それぞれのソロアングルを収録[16][19][20][21][22]。更に、「キャンジャニ∞の舞踏会」と題した、「ないわぁ〜フォーリンラブ」のダンスバージョンのMVを追加収録[35]。
- 本作の初回限定「春」盤と通常盤のジャケット写真には、「ハチ」という名前の柴犬がメンバーと共に写っている[24]。
- 2023年5月28日、本作の購入者を対象に、キャンジャニ∞初のオンラインミート&グリートが開催された[39][40][41]。
  - 同企画では、本作の全形態に封入される『関ジャニ∞アプリ』のシリアルコードを、それぞれ登録用専用フォームに登録することで応募が出来る仕様となっている[39][40]。
  - 同企画は、坂道シリーズなどの女性アイドルグループがミート&グリートを行う際にも用いられているスマートフォンアプリ『forTUNE meets』を使用して実施された[39][40]。
  - 受付期間は以下の通り[39][40]。
    - シリアルコード登録期間：2023年5月9日 - 14日
    - 当選発表：同年5月20日
- 2024年1月1日、デビュー20周年を記念し、過去にリリースされた全楽曲が各種音楽ダウンロードサービス、サブスクリプションサービスで配信されることに伴い、本作の配信も開始された[42][43][44]。

### 各形態概要
| 曲名                     | 形態 | 形態          | 形態 |
| 曲名                     | 春   | キャンジャニ∞ | 通常 |
| ------------------------ | ---- | ------------- | ---- |
| ないわぁ〜フォーリンラブ | ○    | ○             | ○    |
| ハライッパイ             | ○    | ×             | ×    |
| じゃあね                 | ×    | ○             | ×    |
| 乾杯!!節                 | ×    | ×             | ○    |

| 特典内容                                                        | 形態                        |
| --------------------------------------------------------------- | --------------------------- |
| トークセッション『関ジャニ∞の「春夏冬中ラジオ」』               | 初回限定「春」盤            |
| 特典Blu-ray/DVD（詳細は「#初回限定「春」盤」を参照）            | 初回限定「春」盤            |
| 16P歌詞フォトブック                                             | 初回限定「春」盤            |
| トークセッション『キャンジャニ∞の「キャンディーアフタヌーン」』 | 初回限定「キャンジャニ∞」盤 |
| 特典Blu-ray/DVD（詳細は「#初回限定「キャンジャニ∞」盤」を参照） | 初回限定「キャンジャニ∞」盤 |
| 3面6P歌詞カード                                                 | 初回限定「キャンジャニ∞」盤 |
| アナザージャケット（6枚）                                       | 初回限定「キャンジャニ∞」盤 |
| 3面6P歌詞カード                                                 | 通常盤                      |

## 販売形態
- 発売日：2023年5月10日
  - 初回限定「春」盤（JACA-6058~6059：CD+Blu-ray）
    - 「16P歌詞フォトブック」封入

  - 初回限定「春」盤（JACA-6060~6061：CD+DVD）
    - 「16P歌詞フォトブック」封入

  - 初回限定「キャンジャニ∞」盤（JACA-6062~6063：CD+Blu-ray）
    - 「3面6P歌詞カード」封入
    - 「アナザージャケット（6枚）」封入

  - 初回限定「キャンジャニ∞」盤（JACA-6064~6065：CD+DVD）
    - 「3面6P歌詞カード」封入
    - 「アナザージャケット（6枚）」封入

  - 通常盤（JACA-6066：CD）
    - 「3面6ページ歌詞カード」封入
- 発売日：2024年1月1日
  - 配信作品
    - デビュー20周年を記念した音楽ダウンロードサービスおよびサブスクリプションサービスでの配信[42][43][44]。

## プロモーション
- 2023年2月19日、メンバーの横山裕がテレビ朝日系オシドラサタデー『帰ってきたぞよ!コタローは1人暮らし』に主演することが発表され、同ドラマの主題歌を関ジャニ∞が担当することも併せて発表された[27][28][29][注 5]。
- 同年3月17日、同ドラマの主題歌のタイトルが「未完成」に決定し[16][17][18]、関ジャニ∞の48thシングルの表題曲として発売されることが発表された[16][19][20][21][22]。
- 同年4月1日、以下の事柄が発表された。
  - 同ドラマのポスターとPR映像が公開され、表題曲「未完成」の音源が初解禁された[45][46][47]。
  - 同曲のミュージック・ビデオのティザー映像が自身のTwitterで公開され、作詞・作曲が南無阿部陀仏からの楽曲提供であることが発表された[48][25][23][24]。
  - 本作のジャケット写真が公開された[49][23][24]。
- 同年4月8日、本作の収録内容が追加解禁された[35][36]。
- 同年4月21日、表題曲「未完成」のMVが公開された[50][51]。
- 同年4月22日、同ドラマの第2話では、横山をはじめ、川原瑛都や山本舞香らドラマのキャスト陣が楽器を持ち、表題曲「未完成」に乗せてエンディングを盛り上げる特別演出のエンドロールが放送された[52][53]。
- 同年4月29日、丸子・安子・倉子による後述のミート&グリートの解説動画が公開された[41]。
- 同年5月1日、TBS系『CDTVライブ!ライブ!』にて、表題曲「未完成」をフルサイズでテレビ初披露した[54][55]。
- 同年5月9日 - 15日、本作の発売を記念し、タワーレコード渋谷店にて、関ジャニ∞とキャンジャニ∞の特大パネル展開が実施された[56]。
- 同年5月10日 - 6月30日、通信カラオケ『DAM』にて、本作とのコラボキャンペーン『関ジャニ∞「未完成」×Singingキャンペーン』が実施された[57][58]。キャンペーン内容は以下の通り。
  - 同年5月10日 - 6月30日、デンモクの特設ページから「未完成」を楽曲予約し、表示されたQRコードより必要項目を入力して応募すると、タンバリンやBluetoothスピーカー、ジョッキの3種類のオリジナルグッズが88名に当たるキャンペーンを実施[57][58]。
  - 同年5月10日 - 21日、『DAM』の公式Twitterにて、オリジナルポスターが10名に当たるキャンペーンを実施[57][58]。
  - 同年5月21日より、表題曲「未完成」のMVのアナザーミュージックビデオが独占配信された[57][58]。
  - 同年6月1日より、『DAM』の特設サイトにて、関ジャニ∞の"うたのチカラ"スペシャルコメント動画が公開された[57][58]。
  - 同年6月6日 - 7月3日、『DAM』内の音楽番組『DAM CHANNEL』にゲスト出演した[57][58]。
- 同年5月28日、カップリング「ないわぁ〜フォーリンラブ」の発売を記念し、本作の購入者を対象に、キャンジャニ∞初のオンラインミート&グリートが開催された[39][40][41]。
- 2024年1月1日、デビュー20周年を記念し、本作の各種音楽ダウンロードサービスおよびサブスクリプションサービスでの配信が開始された[42][43][44]。

## ミュージック・ビデオ
未完成
- 同MVの監督は、櫻坂46「無言の宇宙」や、藤井風「きらり」、BUMP OF CHICKEN「SOUVENIR」などのMVを手掛けた、Spikey Johnが担当。
- MVは、倉庫でのバンド演奏のシーンとカラオケボックスでの熱唱シーンの2つのシチュエーションで構成されている。
- バンド演奏のシーンでは、楽曲から放たれる情熱や生々しさを表現するため、倉庫という閉鎖的なロケーションでの演奏となり、後半のシーンでは柔らかな光が窓から差し込む演出となっている。
- カラオケボックスのシーンでは、「仲間と集まって関ジャニ∞の楽曲を熱唱する」という設定となっており、撮影したばかりの前述のバンドシーンにカラオケテロップを乗せる編集を即時行い、実際にカラオケのモニターに映し出すことで、まるで本当にメンバーがカラオケを楽しんでいるかのような演出となっている。
- 2023年4月1日、自身のTwitterにて同MVのティザー映像が公開された。
  - この時点のMVでは、メンバーが同曲を演奏する映像に、カラオケ風のテロップが乗った映像となっていた。

- 同年4月21日、同MVがYouTubeにて公開された。
- 同年5月21日より、通信カラオケ『DAM』にて、同MVのアナザーミュージックビデオ「未完成 〜∞とカラオケver.〜」と「未完成 〜∞のバンドver.〜」を独占配信された。
  - 「未完成 〜∞とカラオケver.〜」は、「カラオケボックスに集まって同曲を熱唱する関ジャニ∞と一緒にカラオケが出来る」をコンセプトにした、関ジャニ∞による全編カラオケ歌唱映像となっている。
  - 「未完成 〜∞のバンドver.〜」は、前述の倉庫で撮影された、関ジャニ∞のバンド演奏のシーンのみの映像となっている。

## チャート成績

### シングルチャート順位
- オリコンチャート
  - 初日149,345枚を売り上げ、2023年5月9日付の「オリコンデイリー CDシングルランキング」で初登場1位を獲得した[2]。
  - 初週206,752枚を売り上げ、2023年5月22日付の「オリコン週間 CDシングルランキング」で週間1位を獲得した[3][4]。
    - 35作連続、通算43作目のシングル1位獲得となった[3]。
    - 「シングル1位獲得連続年数」が17年連続（2007年度 - 2023年度）となった[3]。

  - 初週206,950ptを記録し、2023年5月22日付の「オリコン週間 合算シングルランキング」で週間1位を獲得した[5][6]。
    - 7作連続、通算7作目の合算シングル1位獲得となった[5]。

  - 累計214,633枚を売り上げ、2023年5月度「オリコン月間 CDシングルランキング」で月間3位を獲得した[8]。
  - 累計216,263枚を売り上げ、2023年度「オリコン上半期 CDシングルランキング」で上半期19位を獲得した[9]。
  - 2023年度「オリコン年間 CDシングルランキング」で年間39位を獲得した[10]。
  - 累計99ダウンロードを記録し、2024年1月15日付の「オリコン週間 デジタルアルバムランキング」で週間50位を獲得した[7]。
- Billboard JAPAN
  - 初週218,459枚を売り上げ、2023年5月17日公開の「Billboard JAPAN Top Singles Sales」で週間1位を獲得した[11][12]。
  - 2023年度「Billboard Japan Top Singles Sales Year End」で年間47位を獲得した[15]。

### 各曲チャート順位
- Billboard JAPAN
  - 初週6,324ptを記録し、2023年5月17日公開の「Billboard Japan Hot 100」で表題曲「未完成」が週間3位を獲得した[13][14]。

## 収録曲

### CD

#### 通常盤
1. 未完成 - [2:53]
作詞：阿部清流
作曲：南無阿部陀仏
編曲：Peach
  - テレビ朝日系オシドラサタデー『帰ってきたぞよ!コタローは1人暮らし』主題歌[17][18]
  - 南無阿部陀仏からの楽曲提供[25]。
  - 2023年4月21日に同曲のMVが公開された[50][51]。
2. ないわぁ〜フォーリンラブ by キャンジャニ∞ - [4:08]
作詞：秋元康
作曲：task!、Shoichiro Toko
編曲：大西省吾
  - 秋元康からの楽曲提供[32][33]。
  - 振付はTAKAHIROが担当[32][33]。
  - 2023年5月13日に同曲のMVが公開された[60]。
3. 乾杯!!節 - [3:36]
作詞・作曲：ヒゲドライバー
編曲：大西省吾
乾杯の音頭：丸山隆平
  - 曲中で登場する乾杯の発声はメンバーの丸山隆平が担当[35]。
4. 未完成 (オリジナル・カラオケ)
5. ないわぁ〜フォーリンラブ (オリジナル・カラオケ)

#### 初回限定「春」盤（CD）
1. 関ジャニ∞の「春夏冬中ラジオ」
〜何度目かの冠番組☆ - [8:13]
2. 未完成
3. 関ジャニ∞の「春夏冬中ラジオ」
〜しっかりボーイズトーク♪ - [12:03]
4. ないわぁ〜フォーリンラブ / キャンジャニ∞
5. 関ジャニ∞の「春夏冬中ラジオ」
〜名残惜しいけどエンディング - [3:49]
6. ハライッパイ - [2:47]
作詞・作曲・編曲：大澤敦史
  - 打首獄門同好会の大澤敦史からの楽曲提供[19][20]。

#### 初回限定「キャンジャニ∞」盤（CD）
※特記の無い限り「キャンジャニ∞」名義。
1. キャンジャニ∞の「キャンディーアフタヌーン」 
〜おひさしぶりね♡ - [4:15]
2. ないわぁ〜フォーリンラブ
3. キャンジャニ∞の「キャンディーアフタヌーン」 
〜ちゃっかりガールズトーク♪ - [16:02]
4. 未完成 by 関ジャニ∞
5. キャンジャニ∞の「キャンディーアフタヌーン」 
〜寂しいけどエンディング - [2:09]
6. じゃあね original song by おニャン子クラブ - [3:48]
作詞：秋元康
作曲：高橋研
編曲：大西省吾
  - おニャン子クラブの楽曲のカバー[35]。

### 配信
配信限定作品。2024年1月1日に配信された。
1. 未完成
2. ないわぁ〜フォーリンラブ
3. 乾杯!!節
4. ハライッパイ
5. じゃあね

### 特典映像

#### 初回限定「春」盤（特典映像）
| #         | タイトル                        | 作詞  | 作曲・編曲 | 時間  |
| --------- | ------------------------------- | ----- | ---------- | ----- |
| 1.        | 「未完成」(Music Clip)          |       |            | 4:21  |
| 2.        | 「未完成」(Solo Angle 横山ver.) |       |            | 2:56  |
| 3.        | 「未完成」(Solo Angle 村上ver.) |       |            | 2:56  |
| 4.        | 「未完成」(Solo Angle 丸山ver.) |       |            | 2:56  |
| 5.        | 「未完成」(Solo Angle 安田ver.) |       |            | 2:56  |
| 6.        | 「未完成」(Solo Angle 大倉ver.) |       |            | 2:56  |
| 7.        | 「未完成」(Making)              |       |            | 17:20 |
| 8.        | 「関ジャニ∞のお昼ご飯」         |       |            | 12:55 |
| 合計時間: | 合計時間:                       | 49:16 |            |       |

#### 初回限定「キャンジャニ∞」盤（特典映像）
| #         | タイトル                                          | 作詞  | 作曲・編曲 | 時間  |
| --------- | ------------------------------------------------- | ----- | ---------- | ----- |
| 1.        | 「ないわぁ〜フォーリンラブ」(Music Clip)          |       |            | 4:21  |
| 2.        | 「ないわぁ〜フォーリンラブ」(Solo Angle 横子ver.) |       |            | 3:11  |
| 3.        | 「ないわぁ〜フォーリンラブ」(Solo Angle 村子ver.) |       |            | 3:11  |
| 4.        | 「ないわぁ〜フォーリンラブ」(Solo Angle 丸子ver.) |       |            | 3:11  |
| 5.        | 「ないわぁ〜フォーリンラブ」(Solo Angle 安子ver.) |       |            | 3:11  |
| 6.        | 「ないわぁ〜フォーリンラブ」(Solo Angle 倉子ver.) |       |            | 3:11  |
| 7.        | 「ないわぁ〜フォーリンラブ」(Making)              |       |            | 18:28 |
| 8.        | 「キャンジャニ∞の舞踏会」(Dance ver.)             |       |            | 3:16  |
| 合計時間: | 合計時間:                                         | 42:00 |            |       |

## 楽曲提供者
- 南無阿部陀仏
  - 阿部清流
    - 「未完成」（作詞）

  - 南無阿部陀仏
    - 「未完成」（作曲）
- 秋元康
  - 「ないわぁ〜フォーリンラブ」（作詞）
- 大澤敦史（打首獄門同好会）
  - 「ハライッパイ」（作詞・作曲・編曲）[注 8]

## 参加ミュージシャン
※アルバム『SUPER EIGHT』のクレジットより。
未完成
- Drums：髭白健
- E.Bass：宮本將行
- E.Guitar：Peach
- A.Piano & Organ：佐藤真吾

## 収録作品

### アルバム
未完成
- 配信限定アルバム『関ジャニ∞のいろは2023』

※1ハーフバージョンを収録。
- 11thアルバム『SUPER EIGHT』

### 映像作品

#### ライブ映像
未完成
- 50thシングル『アンスロポス』（初回限定「冬」盤・初回限定「炎」盤 特典Blu-ray/DVD）
- 23rdライブBlu-ray/DVD『超ARENA TOUR 2024 SUPER EIGHT』

※完（CAN）全生産限定盤・初回限定盤の『SUPER EIGHTアプリ』限定配信特典にも収録。

ないわぁ〜フォーリンラブ

ハライッパイ

## テレビ歌唱
未完成
- CDTVライブ!ライブ!（2023年5月1日、TBS）
- ミュージックステーション（2023年5月5日、テレビ朝日）
- MUSIC FAIR（2023年5月13日、フジテレビ）
- ザ少年倶楽部プレミアム（2023年5月19日、NHK BSプレミアム）
- テレ東音楽祭2023（2023年6月28日、テレビ東京）

ないわぁ〜フォーリンラブ